# Абхазки хребет
Абхазкият хребет (на грузински: აფხაზეთის ქედი, Апхазетискеди; на руски: Абхазский хребет) е планински хребет в Голям Кавказ, простиращ се от северозапад на югоизток на протежение около 60 km в северозападната част на Грузия (историческата област Абхазия), южно и успоредно на Главния (Водоразделен) хребет на Голям Кавказ. На североизток е ограничен от дълбоката долина на река Чхулта (Чхалта, десен приток на Кодори), на юг – от долината на река Кодори, а на запад – от долината на река Амткел (десен приток на Кодори). На северозапад прохода Амткел (1870 m) го отделя от Бзъйбския хребет. Максимална височина връх Шхапизга 3026 m, (43°14′56″ с. ш. 41°23′57″ и. д. / 43.248889° с. ш. 41.399167° и. д.), издигащ се в северозападната му част. Изграден е юрски порфирити и шисти, със силно развити карстови форми, като североизточните му склонове обърнати към долината на река Чхулта (Чхалта) са стръмни, а югозападните – дълги и полегати, разделени на две части от долината на река Джампал (десен приток на Кодори). Склоновете му са заети от планински горски и планинско-ливадни ландшафти, а по най-високите части има малки ледници (обща площ 1 km²).

## Топографска карта
- К-37-XII М 1:200000[2]